# Gare de Lyon-Vaise
Pour les articles homonymes, voir Gare de Lyon.
Cet article concerne la gare ferroviaire de Lyon-Vaise. Pour la station de métro, voir Gare de Vaise - Gérard Collomb (métro de Lyon).
La gare de Lyon-Vaise est une gare ferroviaire française de la ligne de Paris-Lyon à Marseille-Saint-Charles, située dans le quartier de Vaise, sur le territoire du 9e arrondissement de la ville de Lyon, en région Auvergne-Rhône-Alpes.
Elle est mise en service en 1854 par la Compagnie du chemin de fer de Paris à Lyon (PL), avant de devenir une gare de la Compagnie des chemins de fer de Paris à Lyon et à la Méditerranée (PLM).
Gare de la Société nationale des chemins de fer français (SNCF), elle est desservie par des trains régionaux de voyageurs et des trains de marchandises. Elle permet des interactions entre le train, la ligne D du métro de Lyon et des bus du réseau des Transports en commun lyonnais (TCL).

## Situation ferroviaire
Établie à 174 mètres d'altitude, la gare de Lyon-Vaise est située au point kilométrique (PK) 506,389 de la ligne de Paris-Lyon à Marseille-Saint-Charles, entre les gares ouvertes de Collonges - Fontaines et de Lyon-Perrache. Entre Lyon et Collonges, s'intercalent les gares fermées de Saint-Rambert, Île-Barbe et Les Grands-Violets.
Un raccordement en gare de Lyon-Gorge-de-Loup permet des circulations de trains entre la ligne de Lyon-Saint-Paul à Montbrison et la gare de Vaise.

## Histoire

### Origine et construction
Après de nombreuses discussions sur plusieurs projets présentés par les ingénieurs pour la desserte de Lyon par les différents chemins de fer convergeant vers la ville, le gouvernement tranche en 1846 pour l'installation de trois gares, à Vaise, à Perrache et à la Guillotière, décision qu'il inclut dans le cahier des charges de la ligne de Paris à Lyon.
Le chantier de la gare est ouvert en 1852. Il concerne d'importantes installations comprenant :

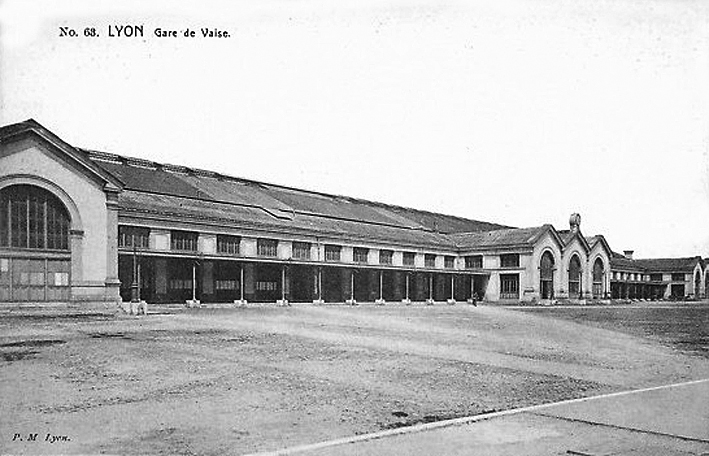
Le bâtiment et sa grande nef.

- une gare voyageurs disposant de huit voies, dont quatre pour les trains de passage et trois pour le remisage permettant d'abriter 66 voitures, ces voies étant couvertes par une grande nef de 36 arcades ;
- une gare marchandises avec des installations d'arrivée constituées d'un hangar de 238 mètres de long pour 32 de large, de quais et de six voies équipées de plaques tournantes, ainsi que des installations de départ avec également un hangar aussi long mais large de 22 mètres avec cinq voies et des plaques tournantes ;
- un dépôt de machines avec une remise pour 26 locomotives à vapeur équipées de leurs tenders et un deuxième bâtiment permettant d'abriter six « machines en feu » ;
- un atelier de réparation de grande taille et un bâtiment pour les wagons.

Cet ensemble est installé sur une surface de 180 000 m2, à 9 mètres au-dessus du niveau du sol naturel, sur un remblai qui a nécessité l'apport de mille deux-cents mètres cubes de matériaux extraits par dragage de la Saône.
En février 1854, les murs des bâtiments n'ont pas encore atteint leur hauteur définitive ; le chantier de pose de la couverture de la grande halle du bâtiment voyageurs doit débuter en mars.

### Ouverture et exploitation
La gare de Lyon-Vaise est mise en service le 10 juillet 1854 par la Compagnie du chemin de fer de Paris à Lyon (deuxième du nom), lorsqu'elle ouvre à l'exploitation voyageurs la section depuis la gare de Chalon-sur-Saône, bien que la gare de Vaise ne soit pas achevée, pour satisfaire à la limite d'ouverture inscrite dans la concession. Elle est l'avant-dernière station de la ligne de Paris à Lyon.

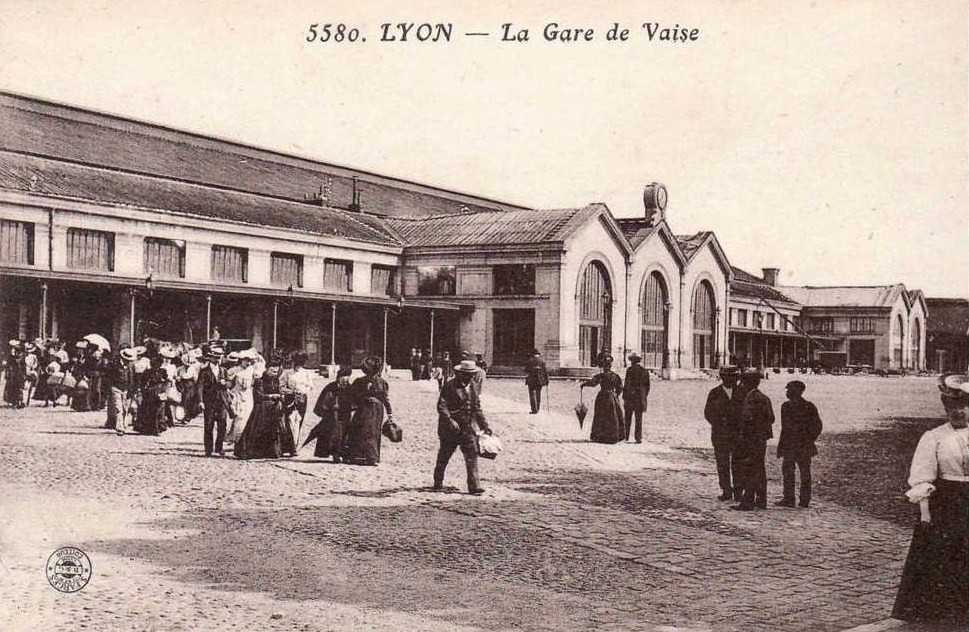
La gare vers 1900.

Le service des marchandises de la ligne est mis en exploitation le 21 août 1854. Les trains voyageurs directs entre Lyon-Vaise et Paris mettent 10 h 22 à la fin de l'année 1855. En 1856, l'achèvement du tronçon entre la gare de Lyon-Vaise et la gare de Lyon-Guillotière via la nouvelle gare de Lyon-Perrache permet d'assurer la liaison ferroviaire entre Paris et Marseille. Le bâtiment voyageurs de la gare, dû à l'architecte de la compagnie, François-Alexis Cendrier, est terminé en 1857, année où la Compagnie du chemin de fer de Paris à Lyon devient la Compagnie des chemins de fer de Paris à Lyon et à la Méditerranée (PLM).
Au début des années 1880 la gare est desservie par deux lignes du tramway de la compagnie des Omnibus et tramways de Lyon. La ligne no 6, venant des Terreaux est achevée en octobre 1880 et mise en service le 30 de ce même mois et la ligne no 7, venant de Perrache est achevée en mars 1881 et mise en service le 1er avril.

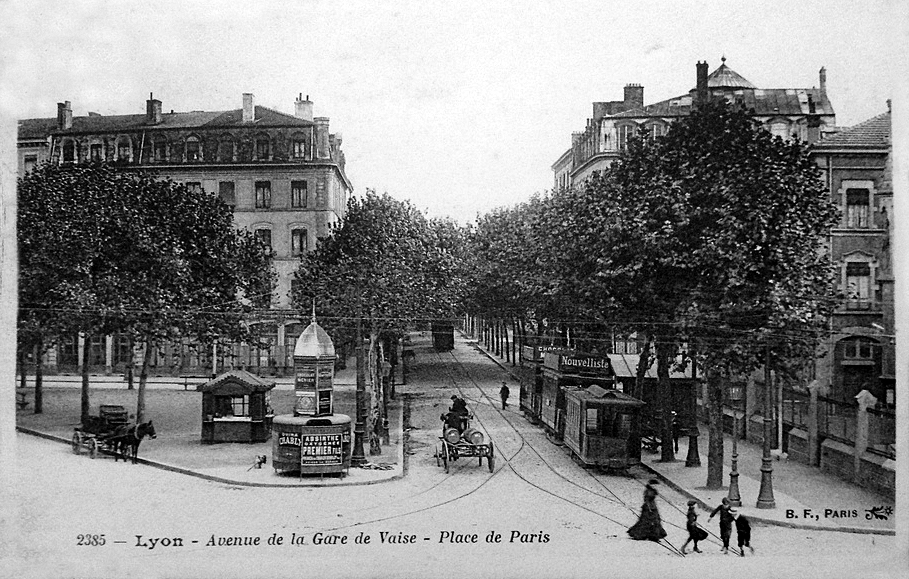
Le tramway place de Paris, devant la gare vers 1910.

La proximité entre la gare du chemin de fer et la gare d'eau (créée en 1828 sur la Saône) va permettre un important développement du trafic marchandises qui va inciter, tout au long du Second Empire de nombreuses entreprises à installer dans le quartier, entre la voie ferrée et le fleuve, des ateliers et des entrepôts nécessitant une abondante main d'œuvre. Le lieu qui prend le nom de « quartier de l'industrie » dispose d'une variété de type d'activités. Une église, consacrée le 4 juin 1899, est édifiée près de la gare ferroviaire, des immeubles collectifs sont construits dans les rues avoisinantes et des écoles sont installées. Ce nouveau quartier ouvrier vivant et populaire incite également des commerçants à y ouvrir leurs boutiques.

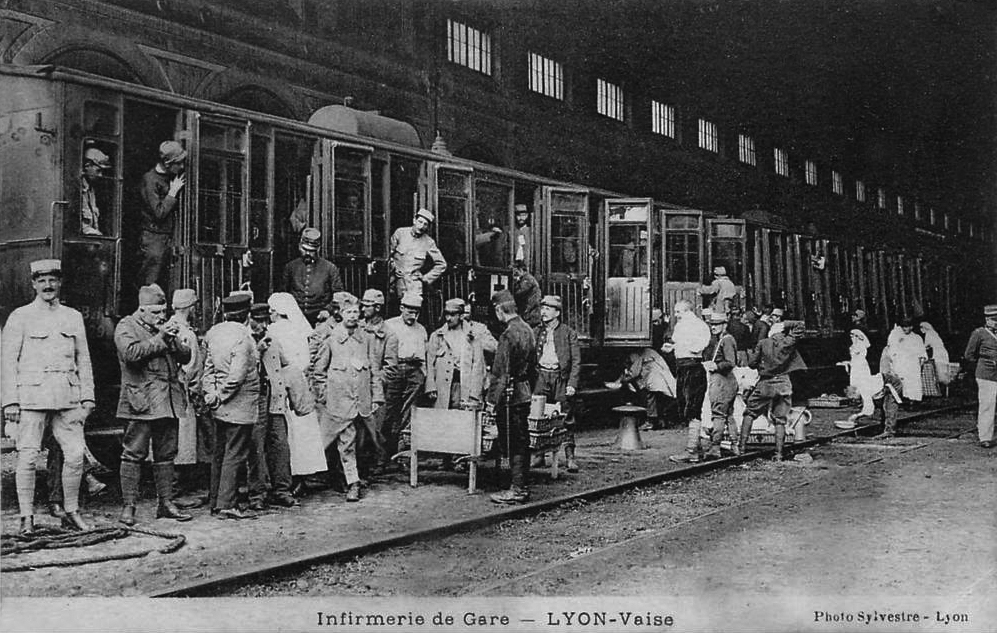
Intérieur de la grande halle transformée en infirmerie.

La gare de « Lyon-Vaise » est l'une des 1 763 gares, stations ou haltes de la Compagnie des chemins de fer de Paris à Lyon et à la Méditerranée (PLM) listées dans la nomenclature 1911. La gare, ouverte au service complet de la grande vitesse (voyageurs) et de la petite vitesse (marchandises), peut recevoir ou expédier des dépêches privées,. Gare de la ligne de Paris à Marseille et à Vintimille, elle est située après la halte trains légers de Saint-Rambert et de la ligne de Saint-Germain-des-Fossés à Lyon par Tarare, entre Saint-Rambert et Lyon-Perrache.
Dès le début de la Première Guerre mondiale, des trains sanitaires sont envoyés dans la région lyonnaise du fait qu'elle est éloignée des lieux du conflit et qu'elle est facilement accessible par une infrastructure adaptée. Le premier train arrive dans une gare transformée en infirmerie le 21 août 1914 ; ils vont se succéder jusqu'au mois de janvier 1919. À Vaise, la gare est dénommée « Infirmerie de gare no 23 Lyon-Vaise ».
En 1938, la gare marchandises dispose de 13 000 m2 couverts pour le traitement du service des colis qui représente un tonnage quotidien de 62 t d'expéditions, 90 t d'arrivages et 116 t de transbordements.
La grande halle qui recouvre les voies et les quais est démontée en 1939 du fait de son mauvais état.

### Destruction de 1944 et après-guerre
Lors de la Seconde Guerre mondiale, la gare de Lyon-Vaise est fortement endommagée pendant les bombardements du 26 mai 1944, effectués par l'aviation alliée. Le quartier a subi d'importants dégâts et environ 300 personnes sont mortes et 400 blessées. Le bâtiment voyageurs est détruit ; il est remplacé par un bâtiment provisoire construit en bois.
Le 24 juin 1952 a lieu l'inauguration de l'électrification de la ligne entre Paris et Lyon. Cela entraîne la modernisation des installations de la gare voyageurs de Vaise et également un changement des attributions de l'ancien dépôt vapeur qui devient un centre d'entretien et d'alimentation des autorails, précédemment installé au dépôt de Perrache. Des modifications ont lieu également dans la gare marchandises qui est l'une des plus importantes en trafic, directement et pour des embranchements particuliers ou des sous-embranchements. Une nouvelle organisation de la gestion du trafic des colis de détail, activité importante avant guerre dans la gare, transfère ce qu'il en reste en gare de Guillotière où ce service modernisé et rationalisé permet la gestion de volumes plus importants.
Le 15 janvier 1953 a lieu la mise sous tension du tronçon de Lyon-Saint-Paul à Lyon-Gorge-de-Loup, de la ligne de Lyon-Saint-Paul à Montbrison, afin d'en faire la tête de ligne de trains rejoignant la gare de Vaise par le raccordement située à Gorge-de-Loup. Mais l'utilisation d'autorails thermiques fait que ce tronçon est mis hors-tension en 1984.
Un nouveau bâtiment voyageurs est inauguré en 1956.
Au cours des années 1970, le quartier, touché par la crise économique due aux chocs pétroliers, perd une partie importante de ses entreprises. Au début des années 1980, 60 % de l'activité industrielle a disparu ce qui a comme conséquences l'apparition d'importantes friches et le départ des habitants. À la fin de ces mêmes années, la Communauté urbaine et la ville de Lyon cherchent à contrarier ce déclin par des réaménagements et des investissements dans des équipements publics.

### Pôle multimodal
En 1990, le projet de rénovation urbaine de Vaise débouche sur un concours d'architectes divisé en deux volets : l'un concerne les transports et l'arrivée de la prolongation de la ligne D du métro de Lyon avec la création d'un « pôle multimodal de transport » interconnectant la gare SNCF, le terminus du métro et un terminus pour plusieurs lignes de bus ; l'autre concerne un projet urbain lié au précédent. Le cabinet de l'architecte lyonnais Didier-Noël Petit remporte les deux concours. Bien que située dans une zone à urbanisation dense, l'emprise ferroviaire importante, représentant 23,8 ha, permet de dégager les environs nécessaires, soit 3,3 ha, pour l'ensemble du projet et les 0,5 ha pour le réaménagement des voies de circulations. Le chantier du tunnel du métro peut débuter cette même année, le Syndicat mixte des transports pour le Rhône et l'agglomération lyonnaise (SYTRAL) louant dans un premier temps les emprises nécessaires à la SNCF.
Le plan d'occupation du sol (POS) de la Communauté urbaine de Lyon (dite aussi Grand Lyon) est révisé, en 1995, pour les parcelles incluses dans le projet afin d'y autoriser la construction de bâtiments permettant les usages, d'habitation, d'activité, de service et d'équipement. Pour résoudre les problèmes de propriété et de gestion du bâtiment du pôle, le choix se porte sur une « division en volume » (système inventé en 1962 par Claude Thibierge et Jean Cumenge pour le quartier d'affaires de la Défense près de Paris), qui permet, à la différence de la copropriété, de ne pas avoir de parties communes, chaque élément du foncier et de l'ouvrage étant la propriété de quelqu'un. Pour le pôle, cela permet d'avoir des propriétaires aux statuts différents comme la SNCF et le SYTRAL, auxquels vont s'ajouter d'autres partenaires/propriétaires à différentes phases de l'avancement du projet.
Le pôle multimodal est mis en service le 28 avril 1997. L'ancien bâtiment voyageurs de 1956 a été détruit. Cette ouverture ne concerne que la première étape du projet avec la création du bâtiment intégrant les installations pour les transports, avec la gare SNCF, la station de métro « gare de Vaise », la gare routière, un parking relais et une station de taxis et la résidence pour étudiants, pas encore achevée[Quand ?], qui surplombe le complexe transports. Le tout est imposant mais l'architecte assure que « la réalisation trouvera sens et équilibre dans cette restructuration urbaine » lorsque les immeubles prévus auront intégré cet ensemble dans le tissu urbain.

Intermodalité en gare de Vaise
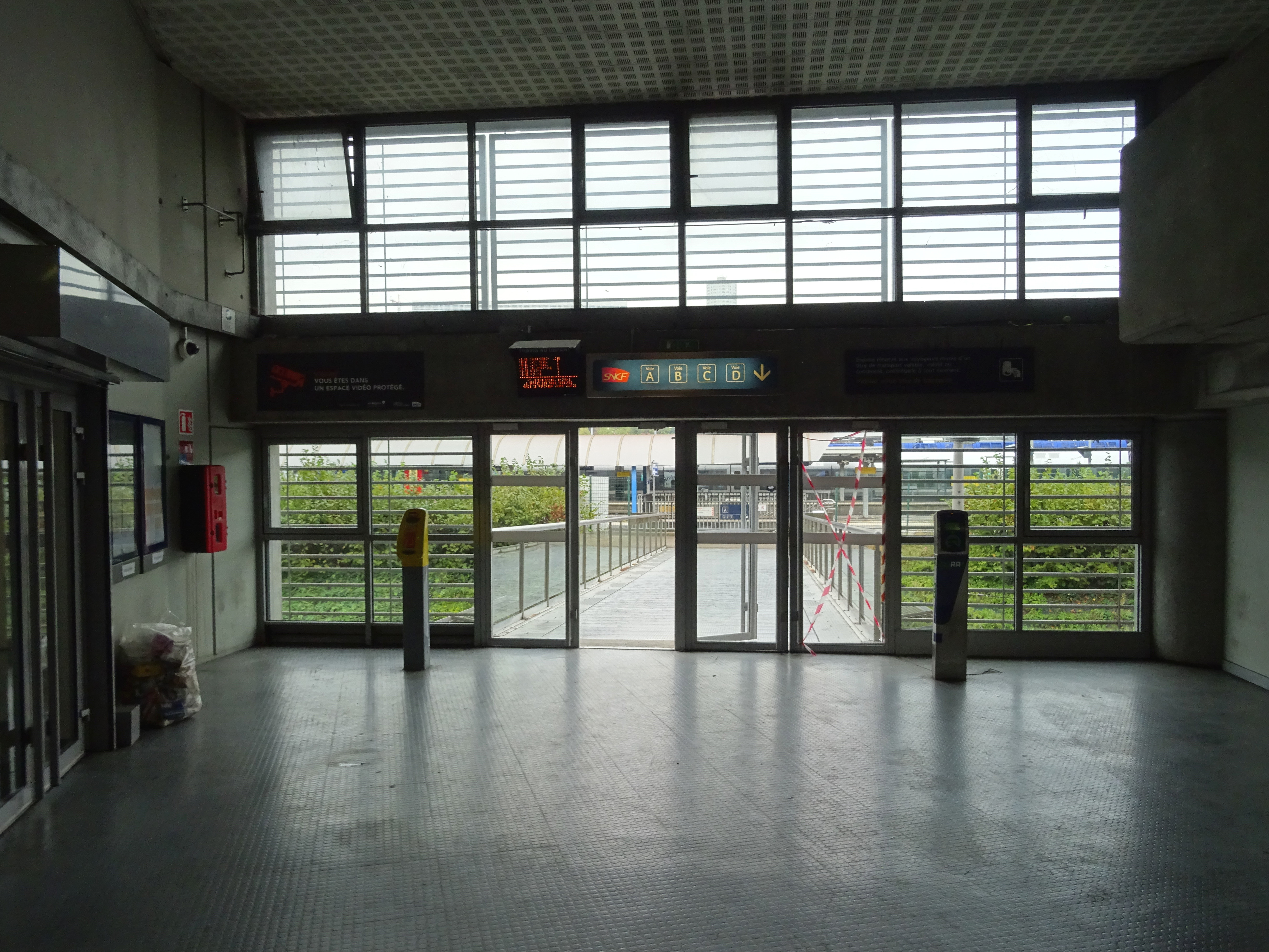
Accès aux quais de la gare en arrivant du métro et de la rue.
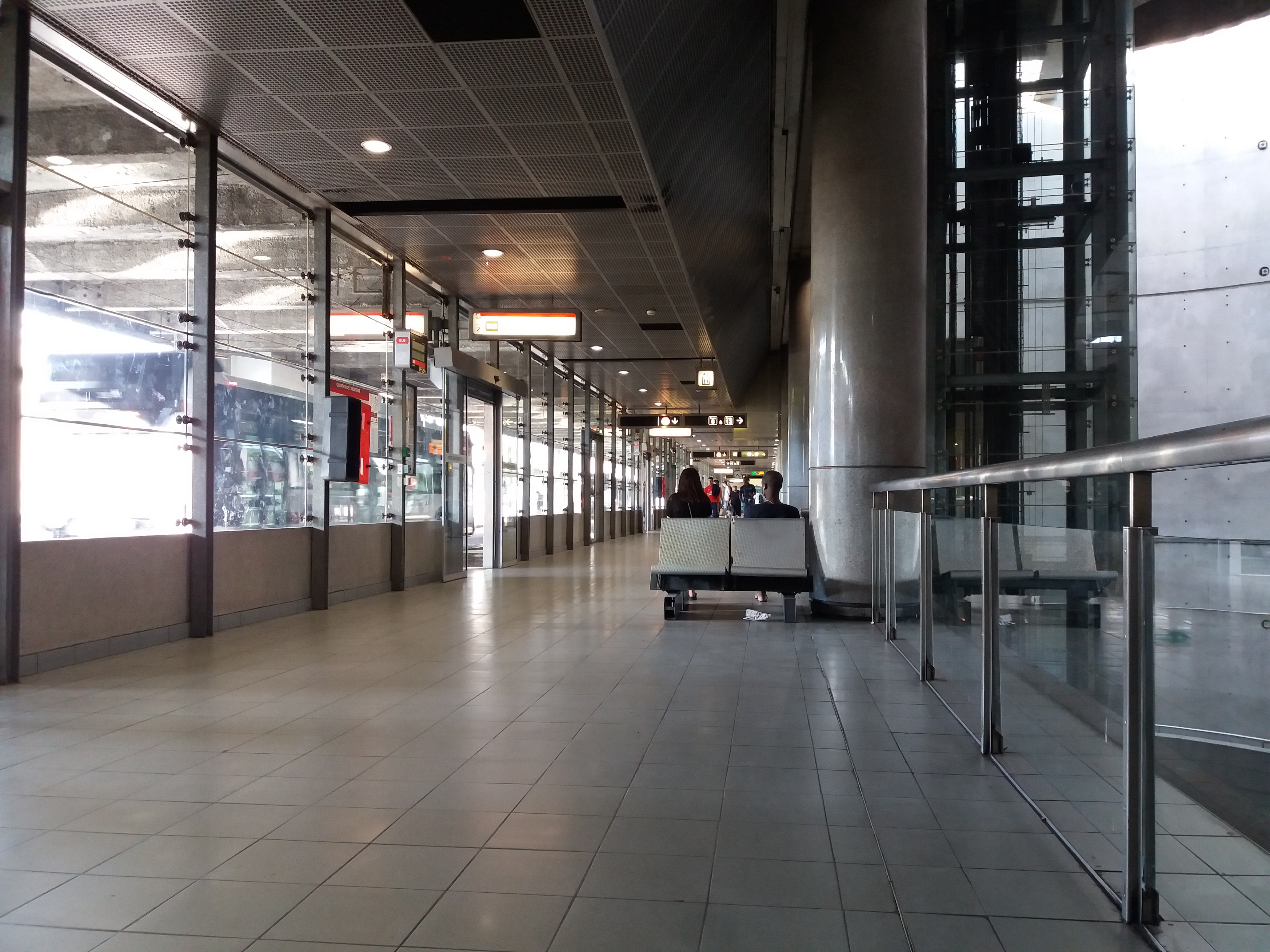
Hall d'attente des bus.
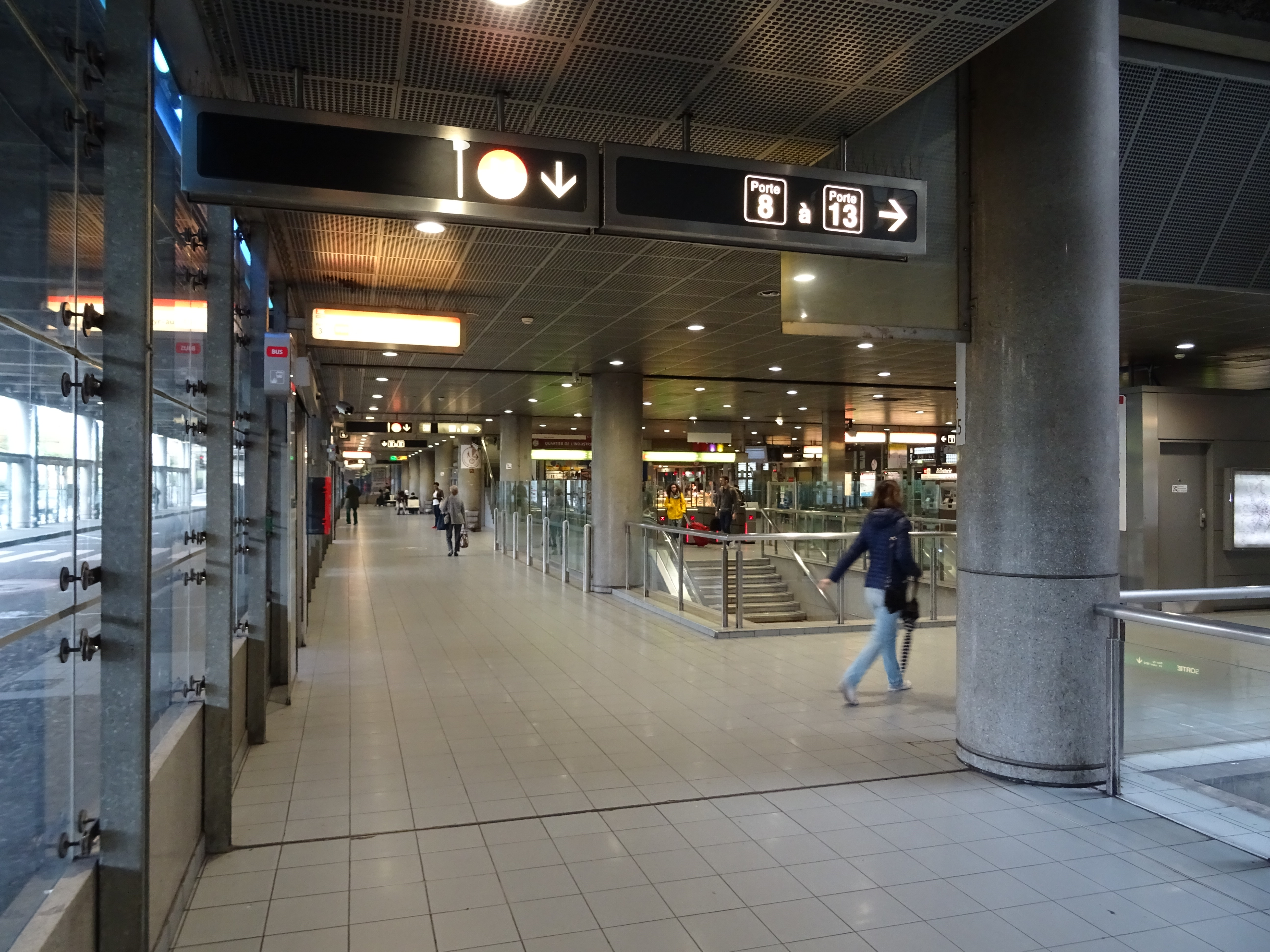
Hall de la gare routière de Vaise, assurant la correspondance avec la gare ferroviaire.
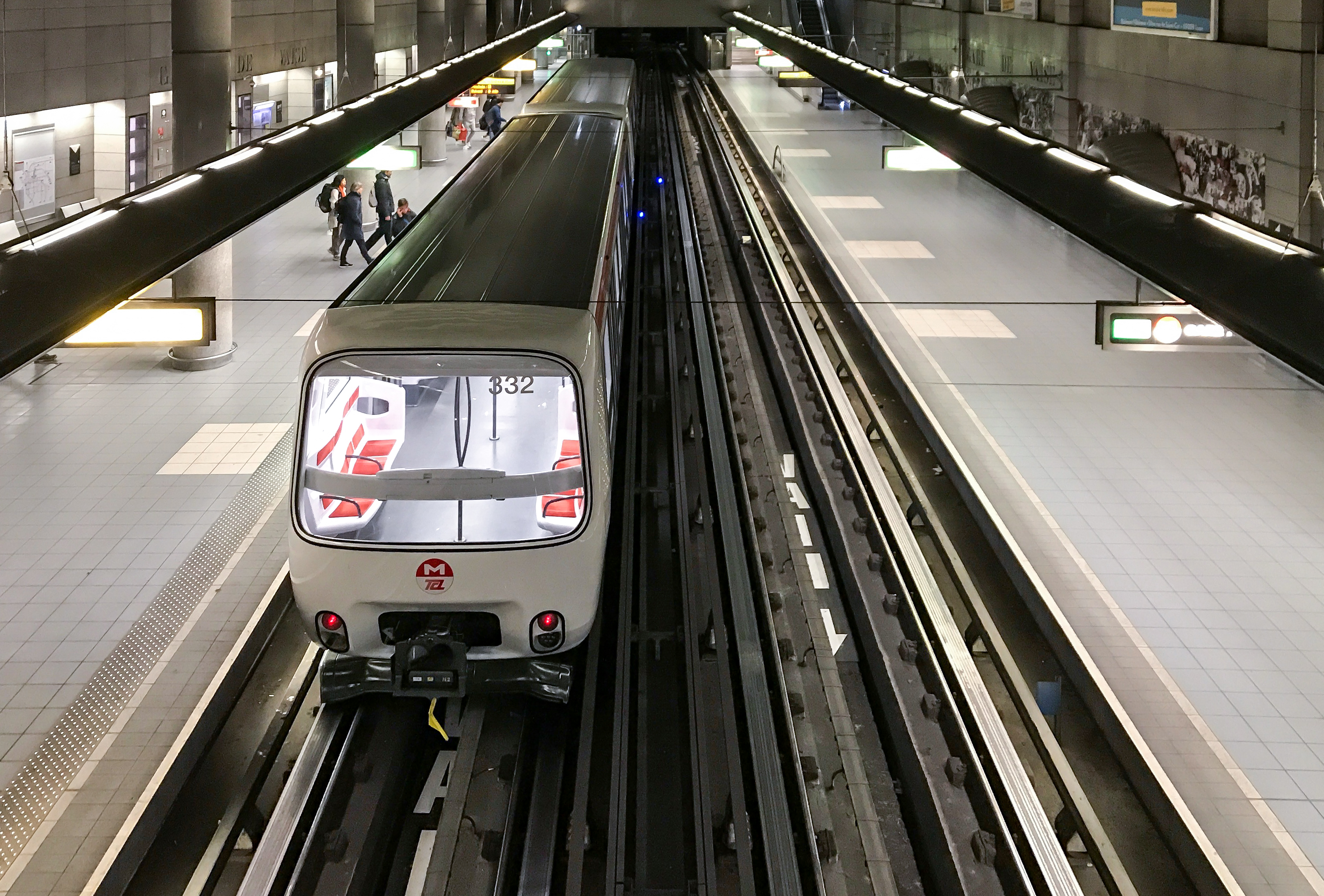
Gare de Vaise - Gérard Collomb est le terminus de la ligne D du métro de Lyon.

## Fréquentation
De 2015 à 2022, selon les estimations de la SNCF, la fréquentation annuelle de la gare s'élève aux nombres indiqués dans le tableau ci-dessous.
| Année                      | 2015    | 2016    | 2017    | 2018    | 2019      | 2020    | 2021    | 2022      |
| -------------------------- | ------- | ------- | ------- | ------- | --------- | ------- | ------- | --------- |
| Voyageurs                  | 570 010 | 554 416 | 629 793 | 568 689 | 882 406   | 510 839 | 744 772 | 914 111   |
| Voyageurs et non voyageurs | 712 512 | 693 020 | 787 242 | 710 861 | 1 103 008 | 638 549 | 930 965 | 1 142 639 |

Le graphique qui aurait dû être présenté ici ne peut pas être affiché car il utilise l'ancienne extension Graph, désactivée pour des questions de sécurité. Des indications pour créer un nouveau graphique avec la nouvelle extension Chart sont disponibles ici.

## Service des voyageurs

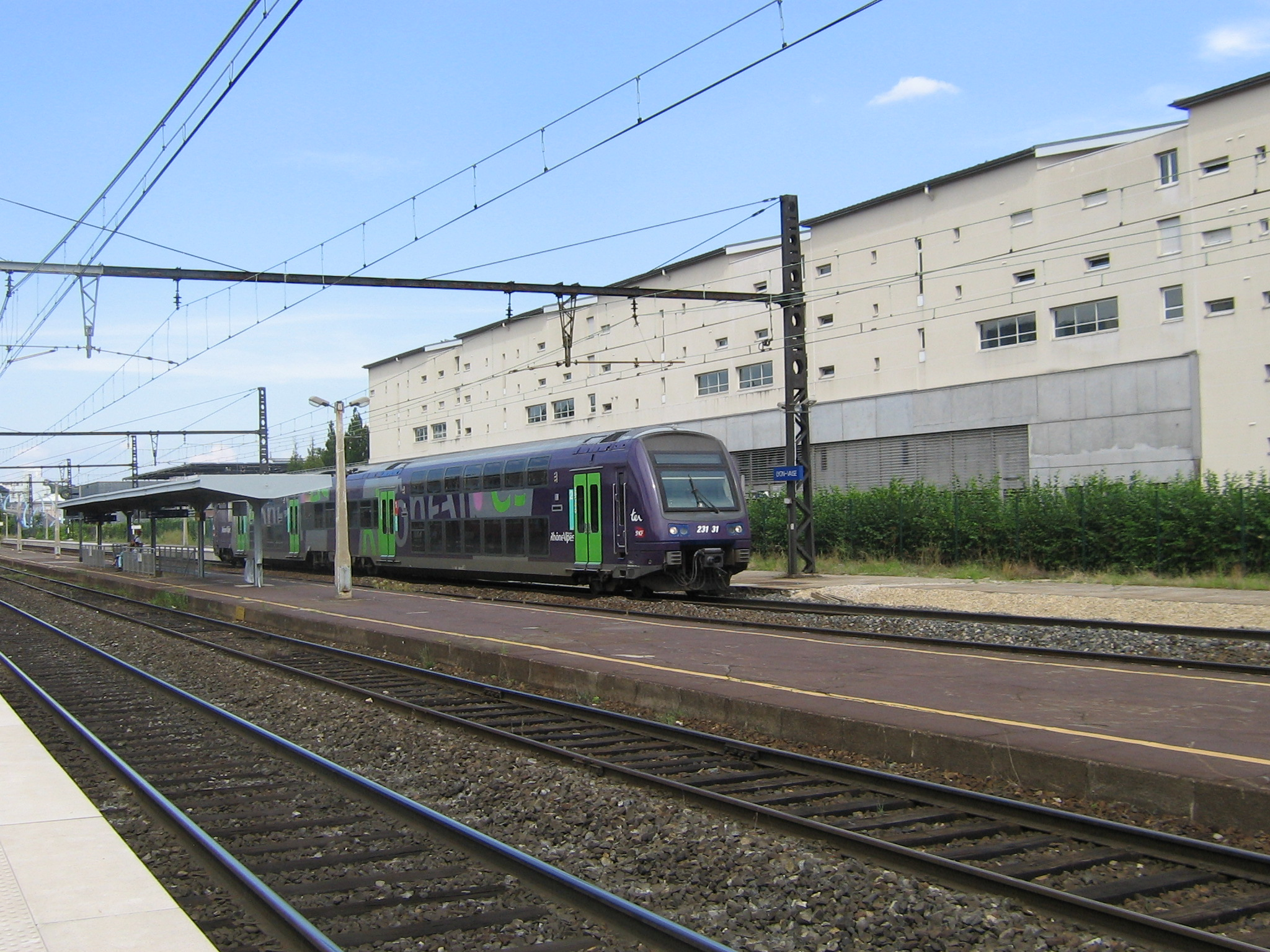
Desserte voyageurs (2008).

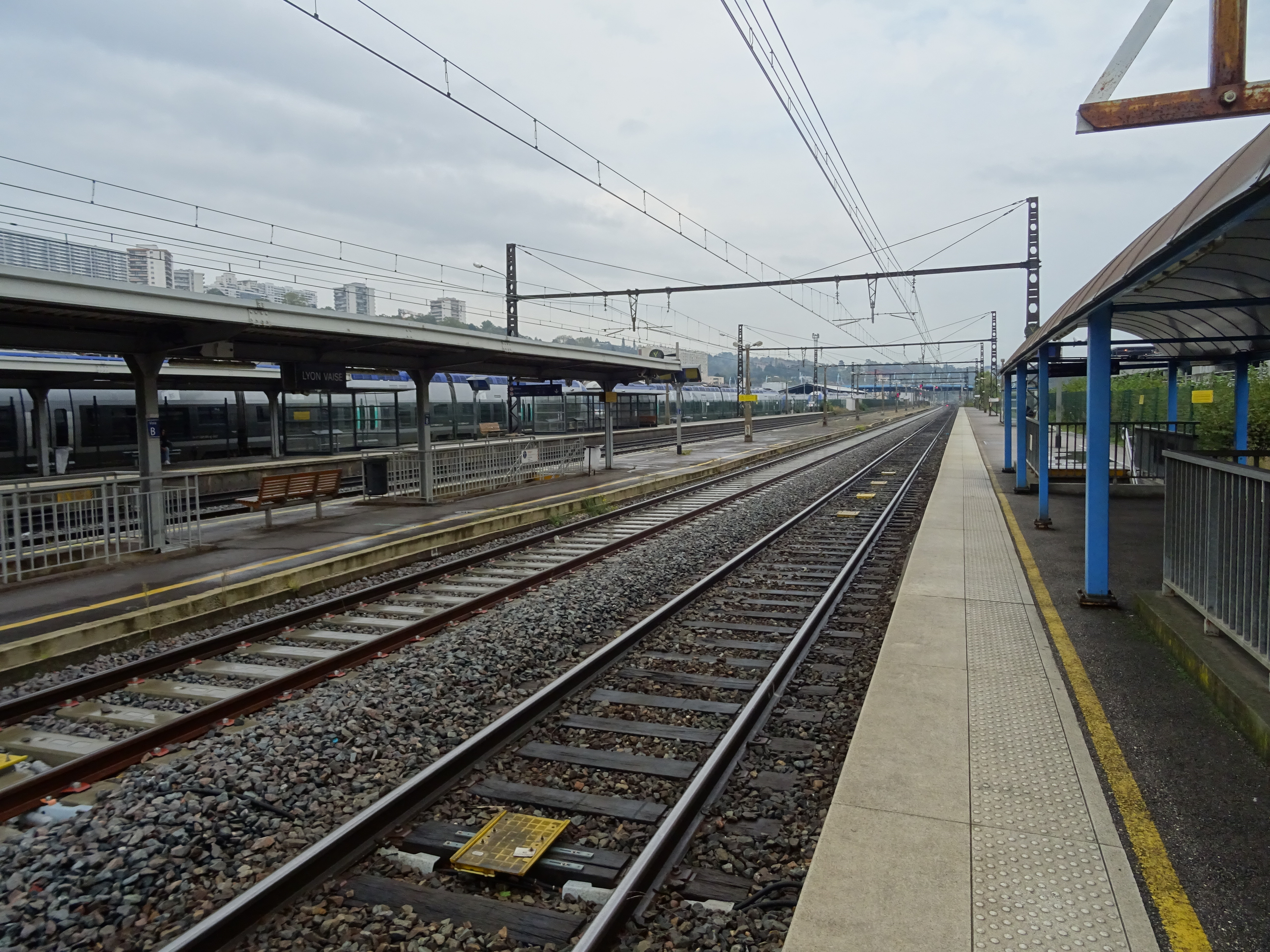
Quais et dessertes (2019).

### Accueil
La gare dispose d'un bâtiment voyageurs, avec un guichet, ouvert du lundi au samedi et fermé les dimanches et jours fériés. Elle est équipée d'automates pour l'achat de titres de transport TER. On y trouve également un bureau de La Poste, un bureau de tabac, une sandwicherie et deux guichets bancaires automatiques. L'accessibilité pour les personnes à mobilité réduite est favorisée du fait de l'existence d'un ascenseur, qui permet d'accéder simultanément à la gare ferroviaire, la gare routière et la station de métro.

### Desserte
Lyon-Vaise est une gare régionale, desservie par des trains TER Auvergne-Rhône-Alpes assurant les relations de Paray-le-Monial (ou Lozanne) à Lyon-Perrache, de Roanne à Lyon-Perrache et de Mâcon-Ville à Lyon-Perrache (ou Vienne).
La gare permet un accès à la presqu'île sud via la gare de Perrache qu'elle relie en six minutes par TER (au lieu d'une quinzaine de minutes par les lignes D et A du métro).

Les trains Intercités de nuit s’y arrêtent pour le changement d’équipage mais l’arrêt n’est pas commercialement desservi.

### Intermodalité
Un parc pour les vélos et des parkings, un parking relais des Transports en commun lyonnais (TCL) accessible avec un titre de transport et un parking payant, y sont aménagés.
La station Gare de Vaise - Gérard Collomb de la ligne D du métro de Lyon, située au centre du pôle est accessible par un cheminement piétonnier depuis l'entrée de la place de Paris et directement par le souterrain et la passerelle d'accès aux quais.
Les mêmes accès permettent de rejoindre la gare routière du pôle qui est desservie par plusieurs lignes d'autobus du réseau TCL (lignes : C6, C6E, C14, 2, 10, 10E, 20, 21, 22, 23, 31, 43, 71, 84, 89 et S11), dont certaines desservent le centre-ville de Lyon. Plus généralement, ces lignes desservent le quartier de La Duchère et le nord de l'agglomération lyonnaise.

## Service des marchandises
En 2011, l'activité marchandises de la gare de Lyon-Vaise (code 721001 Fret SNCF), qui dépend de la plateforme de Vénissieux et du centre régional des douanes de Lyon-Chassieu, est limitée aux transports par train (train massif) en gare. Un « accord commercial » permet néanmoins un trafic « wagon isolé » pour l'UP traction de Vaise.

## Technicentre de Lyon - UP de Vaise
L'ancien dépôt, créé en 1854 et spécialisé dans les moteurs thermiques dès 1950, est devenu l'UP de Lyon Vaise, une unité de production du technicentre de Lyon, spécialisée dans l'entretien et la maintenance du matériel roulant à moteur thermique de la région de Lyon, notamment les locomotives, les autorails (dont les rames automotrices) et les locotracteurs. Il dispose également d'un site pour le ravitaillement et le nettoyage des trains. Ses installations sont disposées sur un terrain d'environ 7 ha, dont 1,6 ha couverts, dans l'enceinte de la gare.
En 2005, la SNCF investit 15 millions d'euros dans le technicentre de Lyon-Vaise avec l'aménagement d'un nouvel atelier pour la maintenance des autorails grande capacité (AGC).
En 2014, l'activité « maintenance » traite en moyenne un parc de 70 machines présentes sur le site ; un quart d'entre elles nécessitent une « révision lourde » tandis que les autres relèvent de la simple maintenance courante. Annuellement, environ 12 000 trains y sont ravitaillés en combustible.

Installations du Technicentre
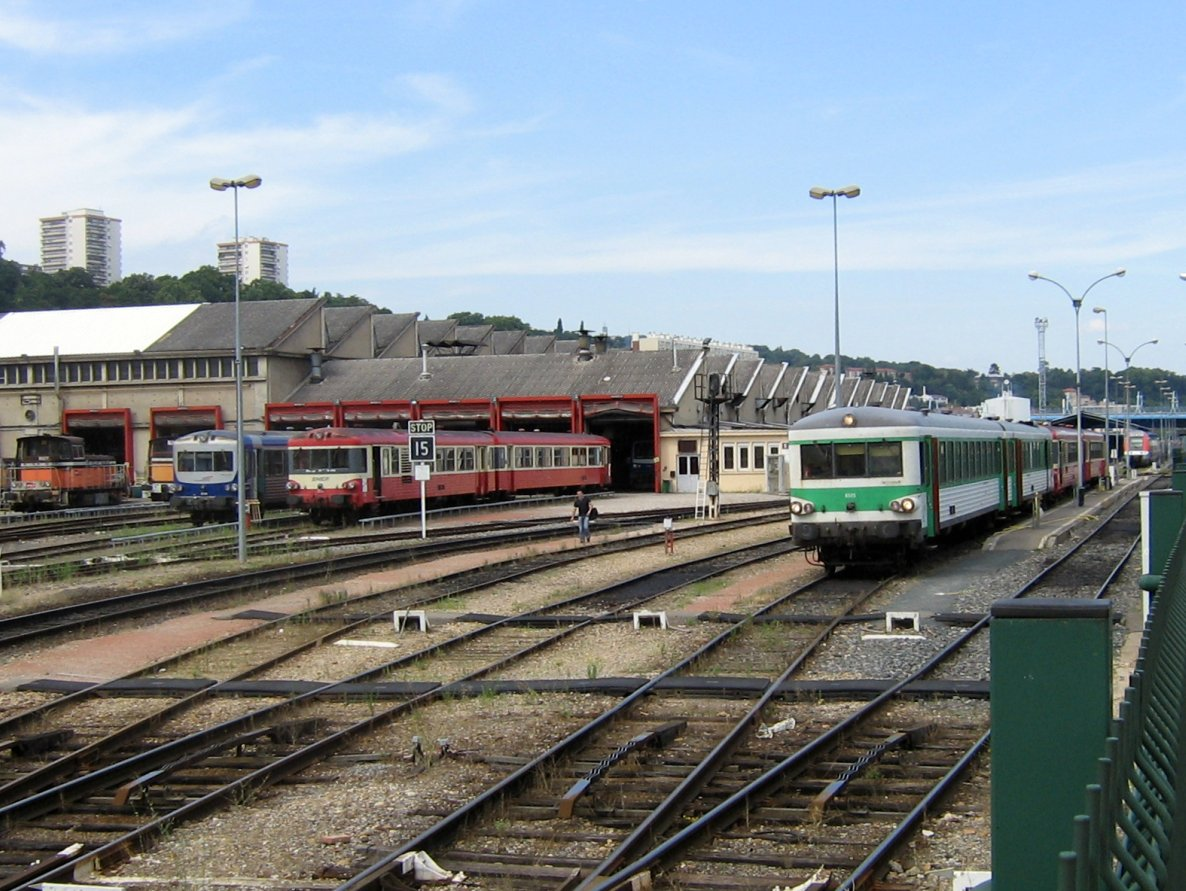
En 2008.
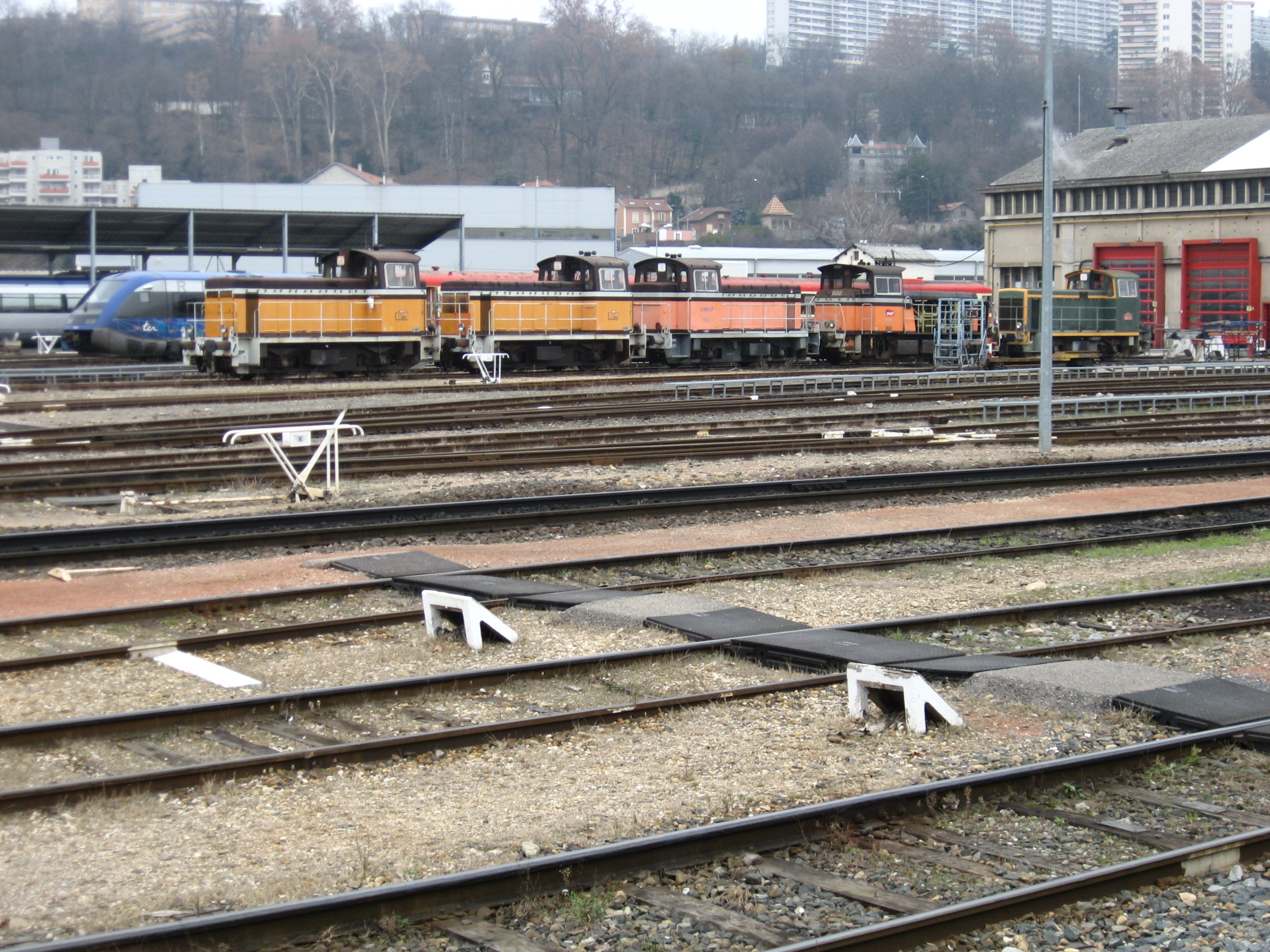
Janvier 2009.
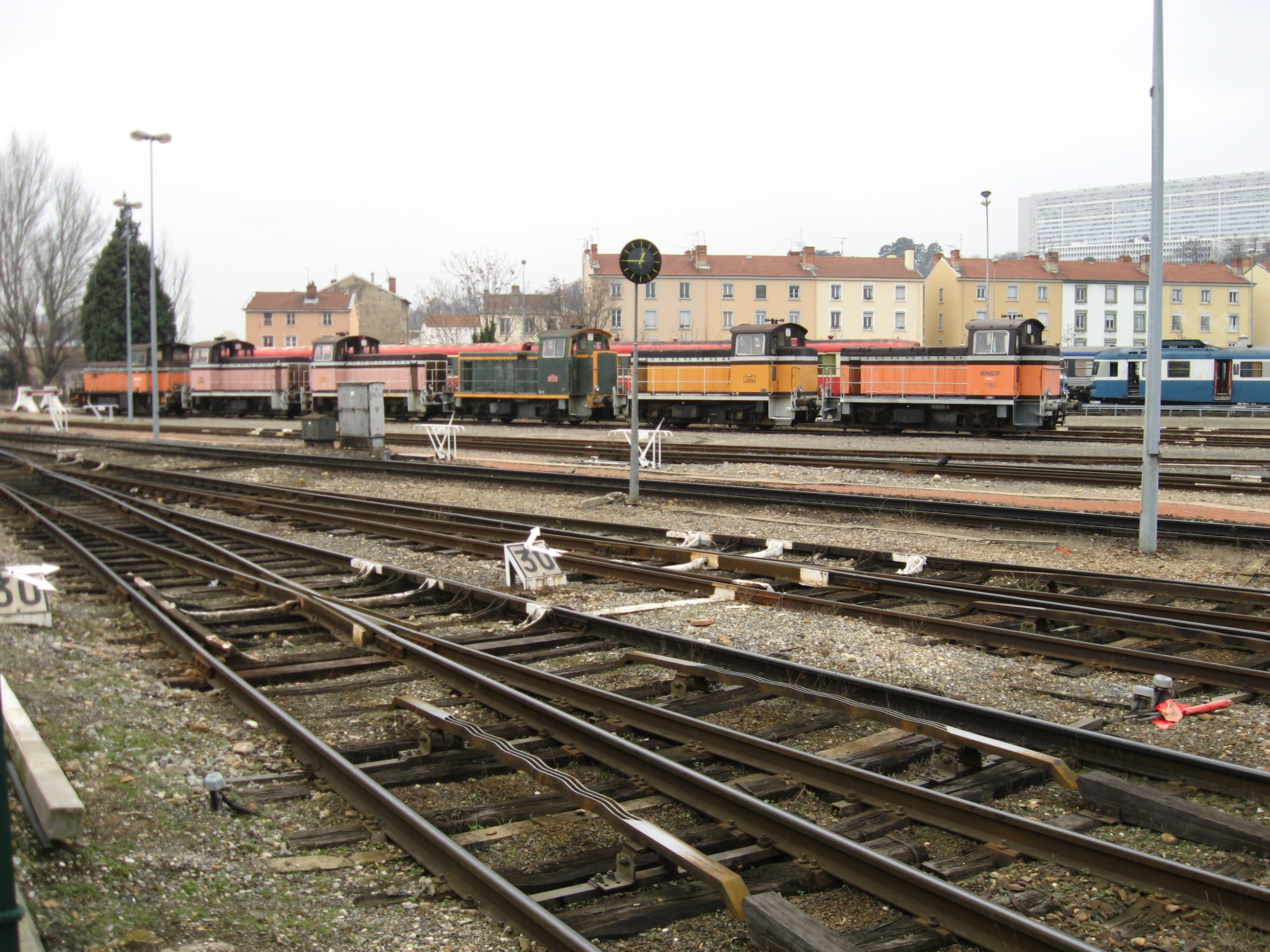
Janvier 2009.